# Bistum Warri
Das Bistum Warri (lat.: Dioecesis Varriensis) ist eine in Nigeria gelegene römisch-katholische Diözese mit Sitz in Warri.

## Geschichte
Das Bistum Warri wurde am 10. März 1964 durch Papst Paul VI. mit der Apostolischen Konstitution Legem Christi aus Gebietsabtretungen des Bistums Benin City errichtet. Am 17. März 1991 gab das Bistum Warri Teile seines Territoriums zur Gründung der Mission sui juris Bomadi ab. Das Bistum Warri wurde am 26. März 1994 dem Erzbistum Benin City als Suffraganbistum unterstellt.

## Bischöfe von Warri
- Lucas Olu Chukwuka Nwaezeapu, 1964–1983
- Edmund Joseph Fitzgibbon SPS, 1991–1997
- Richard Anthony Burke SPS, 1997–2007, dann Erzbischof von Benin City
- John ’Oke Afareha, 2010–2022
- Anthony Ovayero Ewherido, seit 2022